# Phylloptera proxima
Phylloptera proxima är en insektsart som beskrevs av Piza Jr. 1967. Phylloptera proxima ingår i släktet Phylloptera och familjen vårtbitare. Inga underarter finns listade i Catalogue of Life.